# 아메데오 카르보니
아메데오 카르보니(이탈리아어: Amedeo Carboni ameˈdɛːo karˈboːni[*], 1965년 4월 6일, 아레초 ~)는 이탈리아의 전직 축구 선수로, 현역 시절 좌측 수비수로 활약했다.
22년 동안 지속된 현역 시절에 그는 거의 700경기에 육박하는 공식 경기에 출전했는데, 주로 로마(7년)와 발렌시아(9년)에서 주로 활약한 그는 두 구단 소속으로 도합 8번의 주요 대회 우승을 경험했다.
카르보니는 이탈리아 국가대표팀 경기에도 18번 출전하였으며, 유로 1996에서는 자국을 대표로 출전하기도 했다.

## 클럽 경력

### 초기 경력
카르보니는 토스카나 주 아레초 출신으로, 인근의 세리에 B 구단 아레초에서 프로 무대에 입문했다. 그는 아레초 소속으로 두 차례 임대를 떠나기도 했는데, 바리로 잠시 임대되었을 때 세리에 A 신고식을 치르기도 했으나, 시즌을 강등으로 마쳤다.
엠폴리에서도 시즌 끝에 마찬가지의 굴욕을 맛보면서, 카르보니는 2부 리그의 파르마에서 1년을 보냈고, 이어서 그는 삼프도리아에서 1부 리그 무대를 다시 밟아 제노바 연고 구단이 그의 1년차에 코파 이탈리아를 우승하도록 도왔고, 안데를레흐트와의 이듬해 유러피언 컵위너스컵 결승전에도 120분을 모두 소화하며 2-0 승리에 일조했다.

### 로마
1990년 여름, 카르보니는 로마로 이적하여 중상으로 대부분 출전하지 못한 1992-93 시즌을 제외하고  7년 동안 붙박이 주전으로 활약하였다. 오타비오 비안키 감독이 지휘한 1년차에 코파 이탈리아 우승을 거두었는데, 결승전에서 전 소속 구단 삼프도리아에 합계 4-2로 이겼다. 그는 같은 해 UEFA컵 결승전 1차전에도 출전했는데, 이 경기에서는 인테르나치오날레에 0-2로 완패했다.
카르보니는 로마에서의 마지막 해에 주세페 잔니니의 완장을 물려받아 선수단 주장을 역임했다.

### 발렌시아
이미 32세가 되었지만, 카르보니는 처음으로 해외 무대 도전을 선택하여 스페인의 발렌시아에 입단했다. 그는 1년차에 29번의 라 리가 경기에 출전해 경고 9회 퇴장 3회를 기록했는데, 소속 구단은 리그를 9위로 마감하였고, 호르헤 발다노가 이 시즌에 3경기 만에 해임되어 같은 이탈리아인 클라우디오 라니에리가 후임 감독으로 취임했다.
카르보니는 조슬랭 앙글로마(그와 동갑이었다)와 함께 발렌시아에서의 초반에 효율적인 측면 수비를 구축했고, 동지 소속으로 2번의 리그(이 중 2번째 우승한 2003-04 시즌의 리그에는 프랑스인 앙글로마는 떠난 뒤였다)와 5번의 타 대회 우승에 혁혁한 공을 세웠다. 그는 2000-01 시즌 챔피언스리그 결승행을 돕기도 했지만, 바이에른 뮌헨과의 결승전에서 승부차기 주자로 나서 페널티 킥을 실축했고, 120분 안에 가리지 못한 승부 끝에 우승이 좌절되었고, 그도 또한 슈테판 에펜베르크의 1-1 동점골로 이어지는 페널티 킥을 헌납했다.
38세의 카르보니는 발렌시아가 리그와 UEFA컵 2관왕을 달성한 2003-04 시즌에 44번의 공식 경기에 출전했다. 2005년 10월 23일, 그는 40세 6개월 17일로 종전에 데포르티보의 도나토가 세운 스페인 리그 최고령 출장 기록을 경신했는데, 앞서 UEFA컵 결승전에서 승리할 당시에도 역대 최고령 유럽대항전 출전 기록을 경신했다.
같은 국적의 에밀리아노 모레티가 그의 자리를 가로채면서, 카르보니는 2005-06 시즌에 5경기 출전하는데 그쳤고, 41세의 나이로 축구화를 벗었는데, 그는 발렌시아 소속으로 346번의 공식 경기에 출전했다. 2006년 5월 19일, 그는 구단의 단장으로 취임했다. 2007년 6월 19일 카르보니는 키케 산체스 플로레스와 수 차례 마찰을 빚으면서 발렌시아 단장직에서 해임되었다. 키케 산체스 플로레스 감독 또한 그로부터 4달 후에 해임되었다.

### 이후 행보
2009년 6월 10일, 카르보니는 벨기에 무스크롱의 신임 단장으로 취임해 발렌시아의 전 동료이자 감독일을 대행하던 미로슬라브 주키치와 재회했다. 이듬해 6월 초, 그는 인테르나치오날레에서 발렌시아 시절 그를 지도했던 라파엘 베니테스 감독과 재회하여 흑청 군단의 기술 고문으로 취임했다.

## 국가대표팀 경력
1988년 12월 21일, 카르보니는 이탈리아 U-21 국가대표팀 경기에 딱 1번 출전했는데, 8-0으로 이긴 몰타와의 안방 경기에서 1골도 넣었다. 1992년 3월 25일, 그는 27번째 생일을 2주 앞두고 1-0으로 이긴 독일과의 안방 친선경기에서 성인 국가대표팀 신고식을 치렀다.
아리고 사키 감독은 유로 1996에 참가할 선수단 명단에 카르보니를 넣었고, 카르보니는 1-2로 패한 체코전과 0-0으로 비긴 독일전에 출전했는데, 이탈리아는 이 대회에서 조별 리그를 넘지 못했다. 1997년 4월 2일, 체사레 말디니 감독이 국가대표팀 감독이던 시절, 그는 0-0으로 비긴 폴란드와의 1998년 월드컵 예선전 경기에서 18번째이자 마지막 경기에 출전했다.

## 경기 방식
카르보니는 체력이 뛰어나고 근면한 공격적인 측면 수비수로, 좌측면 빠른 쇄도와 자기관리력, 체력, 그리고 수비에서의 꾸준함으로 두각을 나타냈다.

## 사생활
아메데오 카르보니의 친형 귀도도 축구 선수였으며, 이후 감독일도 맡았다.

## 경력 통계

### 클럽
출처:
| 연도    | 구단       | 출장 | 골 |
| ------- | ---------- | ---- | -- |
| 1984–85 | 아레초     | 22   | 1  |
| 1985–86 | 바리       | 10   | 0  |
| 1986–87 | 엠폴리     | 11   | 0  |
| 1987–88 | 파르마     | 28   | 1  |
| 1988–89 | 삼프도리아 | 31   | 1  |
| 1989–90 | 삼프도리아 | 29   | 1  |
| 1990–91 | 로마       | 30   | 1  |
| 1991–92 | 로마       | 33   | 0  |
| 1992–93 | 로마       | 9    | 0  |
| 1993–94 | 로마       | 32   | 1  |
| 1994–95 | 로마       | 30   | 0  |
| 1995–96 | 로마       | 29   | 0  |
| 1996–97 | 로마       | 23   | 1  |
| 1997–98 | 발렌시아   | 29   | 0  |
| 1998–99 | 발렌시아   | 36   | 0  |
| 1999–00 | 발렌시아   | 28   | 1  |
| 2000–01 | 발렌시아   | 24   | 0  |
| 2001–02 | 발렌시아   | 33   | 0  |
| 2002–03 | 발렌시아   | 29   | 0  |
| 2003–04 | 발렌시아   | 33   | 0  |
| 2004–05 | 발렌시아   | 28   | 0  |
| 2005–06 | 발렌시아   | 5    | 0  |

### 국가대표팀
출처:
| 이탈리아 국가대표팀 | 이탈리아 국가대표팀 | 이탈리아 국가대표팀 |
| 연도                | 출장                | 골                  |
| ------------------- | ------------------- | ------------------- |
| 1992                | 2                   | 0                   |
| 1994                | 1                   | 0                   |
| 1995                | 6                   | 0                   |
| 1996                | 7                   | 0                   |
| 1997                | 2                   | 0                   |
| 합계                | 18                  | 0                   |

## 수상
삼프도리아
- 코파 이탈리아: 1988–89
- 컵위너스컵: 1989–90

로마
- 코파 이탈리아: 1990–91

발렌시아
- 라 리가: 2001–02, 2003–04
- 코파 델 레이: 1998–99
- 수페르코파 데 에스파냐: 1999
- UEFA컵: 2003–04[27]
- UEFA 슈퍼컵: 2004
- 인터토토컵: 1998